# Parnawaz I
Parnawaz I (gruz. ფარნავაზი; ur. 326 p.n.e., zm. 234 p.n.e.) – pierwszy król Kartli, starożytnego królestwa gruzińskiego, w źródłach klasycznych występującego pod nazwą Iberia. W średniowiecznym piśmiennictwie gruzińskim uważany jest za założyciela królestwa Kartli i dynastii Parnawazydów. Bazując na średniowiecznych zapiskach, większość badaczy lokalizuje rządy Parnawaza w trzecim stuleciu przed naszą erą: Wakhushti w latach 302–237 p.n.e., Cyril Toumanoff w 299–234 p.n.e., a Pawle Ingorokwa w 284–219 p.n.e.